# Perfect Life
«Perfect Life» — пісня німецької співачки Левіни для конкурсу  Євробачення 2017 в Києві, Україна. У фіналі, 13 травня, була виконана під номером 21, за результатами голосування отримала від телеглядачів та професійного журі 6 балів, посівши 25 місце.

## Список композицій
| Digital download | Digital download              | Digital download |
| #                | Назва                         | Тривалість       |
| ---------------- | ----------------------------- | ---------------- |
| 1.               | «Wildfire»                    | 3:10             |
| 2.               | «Perfect Life»                | 3:01             |
| 3.               | «Wildfire» (Instrumental)     | 3:10             |
| 4.               | «Perfect Life» (Instrumental) | 3:01             |